# Yamandú Pérez
Wilfredo Yamandú Pérez Rodríguez (Montevideo, Uruguay 12 de julio de 1946 / Montevideo, Uruguay 16 de diciembre de 2016) fue un músico uruguayo, percusionista, baterista, con una dilatada carrera que abarcó desde 1962 hasta el 2013 ininterrumpidamente. 

## Biografía
Nació en el barrio Peñarol, en Montevideo, barrio obrero por excelencia. Familia de clase media, fue el tercero de 4 hermanos.

Cuenta Yamandú en el libro "De las cuevas al Solís, Tomo 1":
"Mis hermanos mayores estudiaban y tocaban trompeta. Los locos eran fanáticos del jazz. Cuando estaba en la escuela empecé a mamar de esa música. Por el año 58, descubro el rock n' roll. Mis hermanos me llevaban todas las semanas al Hot Club y a la Peña del Jazz, y a todo festival que hubiera...  Poco después viene la invasión de la zamba y la chacarera. Armamos un grupito en el liceo, para tocar en las fiestas, en donde yo tocaba el bombo legüero. Otro grupito también con el paraguayo Tito Caballero que tocaba el clarinete y con el flaco Fornaro que hacíamos bossa nova, año 60, 61. Escuchábamos de todo: desde Cortijo y su Combo hasta Gerry Mulligan y Dave Brubeck. A mí me gustaba el saxo, pero como en mi casa no alcanzaba la plata como para comprarme uno, lo más fácil fue comprarme un bongó. En el año 63 me vieron tocar unos muchachos del barrio que tenían la sonora "El Trópico" y empecé a tocar con ellos".
En esos años (64, 65 y 66) integró: "Sonora del Batey", Orquesta "Festival del Caribe", "Los Tréboles". "Los Millonarios" y "Gran Combo" (de Uruguay). En el año 1967, tocando tumbadoras en la Sonora "Gran Combo", empieza a frecuentar unos muchachos del barrio que tocaban Rock and Roll: los "Black Kings". Es allí donde tiene su primer acercamiento a la batería americana.

## Principales bandas que integró

### Smiling Souls Group
Integrando oficialmente este grupo, hace sus primeros shows como baterista y al año renuncia al "Gran Combo". Esta banda interpretaba temas de los Rollings Stones, Dave Clark Five, Wilson Picket (con arreglos propios), trabajando en bailes principalmente en el interior del país. Los "Smiling" inicialmente eran: Eduardo "Eddy" Patrón (Voz líder), Cacho García (bajo), Rubén Laborde (guitarra), Héctor Mosquera (guitarra) y Yamandú Pérez (batería).

### Génesis
Con la base de los "Smiling", en el 69, se forma esta banda, que sin dudas fue muy importante para la carrera de Yamandú. La integraban: Eduardo "Eddy" Patrón (Voz líder), Jorge Silva (guitarra), Ruben Laborde (guitarra), Héctor Mosquera (bajo) y Yamandú Pérez (batería). En 1970 graban su primer SP con dos temas de autoría Eduardo Patrón-Jorge Silva: "Nebulosa" y "Reflexión". 
"Génesis es el primer grupo uruguayo en editar un disco de rock "duro" con composiciones propias en español. El simple con "Nebulosa" y "Reflexión" sale en junio del 70 incluyendo en la tapa una foto de la banda. La repetición de notas del bajo, las guitarras distorsionadas y la incansable batería hacen de "Nebulosa" una primitiva muestra del Punk Rock en castellano". Elbio Rodríguez Barilari 
Dice Gonzalo Farrugia (baterista de "Psiglo") a propósito de Yamandú: 
"Cuando vi tocar al negro Yamandú me voló la cabeza con el pedal. El negro fue el primero acá que empezó a usar el bombo como lo estaba usando Bonham (Led Zeppelin), El contragolpe del bombo del negro era una cosa fuera de serie, fue una de mis grandes influencias. Donde tocaba Génesis, ahí me aparecía". 
En enero de 1970, en el "Primer Festival de Rock del Sur", realizado en la ciudad de Pando (depto. de Canelones. Uruguay), obtienen el primer premio:
"... nos mandamos hacer unas túnicas psicodélicas como las que usaba Procol Harum. Los habíamos visto en un programa y nos habíamos quedado fascinados." (Yamandú Pérez - 203)
En 1971 graban un segundo sencillo con los temas "Los Pesos" y "La Búsqueda", casi con la misma formación excepto Héctor Mosquera (bajo) que es sustituido por Carlos "Cano" Souza (bajo). Recién en 1972 graban su primer LP "Génesis", con la formación del SP anterior.

### Moonlights
En el año 1972 deja Génesis y es convocado por los hermanos Iriarte, Sergio y Osvaldo a integrar este grupo junto con Gastón Ciarlo (Dino). El propio Yamandú comenta en el libro "De las Cuevas al Solís. Tomo 2:
"Era un grupo profesional. Ensayábamos todos los días de lunes a viernes y estábamos siempre prontos y vestidos a la hora que los Iriarte indicaban. Ganábamos bien. El Dino me decía: "ahora sí le voy a poder dar de comer al Checo todos los días". A mí me sirvió para salir del "pire" en que estaba metido. Con los Moonlights era otra historia."
En este mismo año graban el LP "Moonlights", en formación de cuarteto: Sergio Iriarte (guitarra, voz), Osvaldo Iriarte (bajo), Gastón "Dino" Ciarlo (guitarra, voz) y Yamandú Pérez (batería). Llegan a ser quinteto con una breve integración de Mario "Chichito" Cabral a mediados de 1973. A fines de este mismo año Yamandú, Dino y Chichito dejan Moonlights.

### Conjunto 03
A fines de 1973 los ex-Moonlights conforman este grupo. Gastón "Dino" Ciarlo (voz, guitarra), Mario "Chichito" Cabral (percusión, voz) y Yamandú Pérez (percusión). Prontamente ingresan Enrique "Gordo" Rey (ex Tótem) (guitarra) y Miguel Güida (bajo). Con esta formación debutan en la Sala Verdi de Montevideo:
"Asistimos a un acontecimiento memorable en la historia del pop nacional: la presentación del conjunto "Cero tres", singular ensamble de varios de los mejores jóvenes músicos uruguayos, llamados a ser el grupo de 74. Le sobran condiciones para asumir el liderazgo virtualmente vacante ante la desintegración de "Tótem" y la inmigración de "Psiglo" y "Días de blues"... Diario EL DIA"
A fines de 1974 Enrique Rey deja la banda (emigra a Venezuela) y se integra Washington Serrón. Este quinteto graba su primer EP conteniendo: "El Púa",  "Pasa el tiempo" y "No quiero irme". El 11 de octubre de 1974 estrenan "Show Audiovisual con 03", con muy buena aceptación de la crítica especializada y del público. El diario el País de Montevideo, sobre Yamandú:
"Hemos visto a Yamandú Pérez, baterista de Rock (excelente, además) logrando efectos de percusión de una delicadeza no común a bateristas nacionales"
A fines del 74 graban (por segunda y última vez) para RCA, un SP que incluía dos temas: "Tengo mucho miedo" y "Vuelve niña". Finalmente "03" se disuelve a principios de año 1975, tras una malograda actividad estival en Punta del Este.

### De Querusa
Esta banda, nucleada por Daniel Bertolone (ex-"Opus Alfa" y ex-"Días de Blues"), en 1978, estaba integrada por: Daniel Bertolone (guitarra), Osvaldo Casco (piano eléctrico), Raúl Lema (saxos soprano, tenor, flauta traversa), Jorge Galemire (bajo), Gustavo Etchenique (batería, percusión) y Yamandú Pérez (batería, percusión). Este "Supergrupo", como se solía llamar a las bandas integradas por tan experientes y talentosos músicos, no prosperó más allá de 1978. Sin embargo fue la banda que eligió Ruben Rada para su vuelta a Uruguay en ese mismo año, efectuando un par de recitales en el Club Trouville.

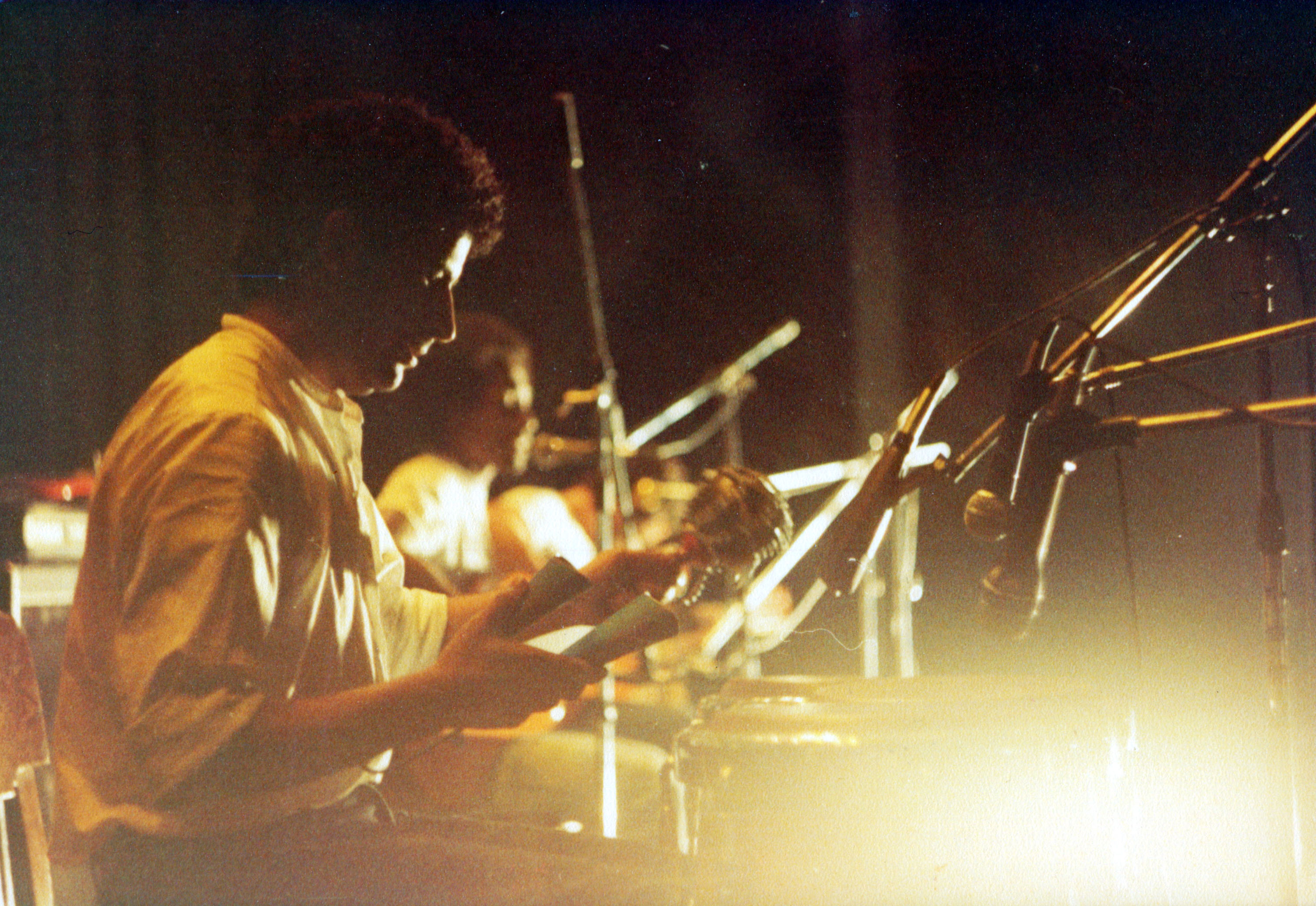
Pareceres - 1982 - Foto: Mario Ipuche

### Pareceres
Yamandú integra este grupo en el año 1979, sustituyendo a Gabriel Do Prado en percusión. La nueva formación de Pareceres contaba con: Jorge Do Prado (voz, guitarra), Carlos Rodríguez (voz, guitarra) y Yamandú Pérez (percusión). Esta fue de las primeras incursiones de Yamandú en la corriente denominada Canto Popular. Con Pareceres graba cuatro Lps: "Intimando" (1981), "Pareceres" (1981) "Interpretaciones" (1982) y "Sin un Vintén" (1984), este último con Eduardo "Rulo" Nieves reemplazando a Carlos Rodríguez.  
Teniendo como "base" este grupo, Yamandú comienza a ser solicitado por artistas del Canto Popular, participando incluso de grabaciones con un sinnúmero de grupos, dúos, solistas, como músico de sesión, y de escenario. Algunos de estos artistas: Washington Carrasco y Cristina Fernández, Hugo Fattoruso, Omar Romano, Eduardo Darnauchans, Carlos Canzani, Gastón Ciarlo, "Dino", Hugo Trova, Jorge Galemire, Tabaré Arapí, Larbanois & Carrero, Jorginho Gularte, Los Zucará, Pablo Estramin, Los Olimareños, Manuel Capella, Solipalma, José Luis "Pepe" Guerra, Juan José De Mello, Raul Ellwanger, Rómulo Bogalle, Cacho Labandera, entre muchos otros.

## "Tema de Yamandú"
Así se titula el tema que le compuso Dino y que lo grabó en su Lp "Vientos del Sur" en el año 1976
"Llega de madrugada, mira el sol y quiere bostezar. / Con los brazos cansados dice adiós al camión que se va. / Entra en el café pide caña y quiere recordar el nombre de la rubia que en la noche va a ir a buscar. / Yamandú viejo zorro, esta noche una chica tendrás. / Quiera Dios tengas suerte, ojalá no haya que lamentar. / Ojalá no haya que lamentar, ojalá no haya que lamentar..."
El artista plástico Aldo Novick, en su Web "Tranvías", nos pinta una suerte de semblanza de Yamandú:
"Yamandú Pérez, baterista y percusionista, formó parte de grupos como Genesis, 03, Los Moonlights, Pareceres, Los Zucará y Pablo Estramín. Participó en muchas grabaciones de discos con artistas de los más diversos estilos. La etapa de mayor trabajo en su carrera fue con el grupo Pareceres, durante la primera mitad de la década del '80. Había ingresado en el trío fundado por Jorge Do Prado y Carlos Rodríguez en el '79."
"...Conocimos a Yamandú por intermedio de Sergio Iriarte, en un baile que organizamos y en el cual tocaban Los Moonlights, con los hermanos Iriarte, Dino y Yamandú Pérez detrás de una batería marca Rogers, roja con doble bombo, que ni siquiera le pertenecía -era propiedad de los hermanos Iriarte, al igual que los equipos Fender que utilizaban-. Pero la fuerza y el aporte de Yamandú se destacaban en el escenario. Detrás de un par de Latin Percussion, o en una batería con una banda de rock and roll, el aporte del Negro Yamandú Pérez lo ubica en varias etapas en la historia de nuestra música."

## Juan Salvador Gaviota
En 1979 Yamandú integra el elenco que se presentó en el Teatro del Notariado, con esta obra dirigida por Alberto Restuccia.Quien era responsable de la Dirección técnica y la filmación del espectáculo, hace una reseña de la obra, en su Canal de YouTube:
"Primer espectáculo multimedia de Uruguay. Tal vez del Rio de la Plata. Cuatro pantallas gigantes, en simultáneo con sonido en cuatro canales, banda musical en vivo, un relator, y un cuerpo de danza y teatro de 34 personas. Todo simultáneo. En el film, actuó Graciela Figueroa, como Juan Salvador Gaviota. Un despliegue técnico y artístico que le valió ser nominado y ganador del premio especial como "Espectáculo revelador de contagiosa vitalidad". En plena dictadura, la analogía entre el relato, la acción, la música y las imágenes, conmovían al público. Llenó todas las funciones en el Teatro del Notariado. Tres funciones por semana, y también trasnoches."

## Lp "Candombeada" - Yamandú Pérez y sus amigos(LP SONDOR 144200)[22]
Este Long Play del año 1982 fue el único que grabó como solista. En él participaron, demostrando gran respeto y cariño hacia este notable percusionista, infinidad de músicos, compositores, instrumentistas que conformaron un disco bien variopinto: Gastón Ciarlo, "Dino", Hugo Fattoruso, Mario "Chichito" Cabral, Lonjas de Ejido, Jorge Do Prado, Carlos Rodríguez, Eduardo Darnauchans, Rómulo Bogalle, Marcos Gabay, R. Kyriam, Jorge Graff, Jorge Galemire, Gustavo Etchenique, N. Vicente, Eduardo Rivero, Andrés Recagno, Gastón Contenti, Hugo Trova, Gustavo Fernández, "Chiquito" Arrascaeta, Ernesto Fabre, Eduardo Larbanois, Mario Carrero, Fernando Yáñez,  Gisella Hernández, Humberto "Careca" García y Enrique "Bruja" Perdomo.

En el año 1983, tocando con el dúo Larbanois & Carrero, participa con su percusión en el espectáculo "Concierto Humor Canto". Dicho espectáculo tuvo la particularidad de que en el mismo actuaban Ricardo Espalter y Enrique Almada. En la Revista "Canto Popular", el crítico musical Elbio Rodríguez Barilari escribe a propósito de este recital y de Yamandú Pérez:
"La participación de Yamandú Pérez se agregó como brillo suplementario, aportando el concurso del percusionista más importante con que hoy en día cuenta la música popular uruguaya." 
Los 80s y los 90s fueron su mejor época como intérprete, músico de sesión y también como docente. Crítico duro e irónico de las cosas que no le gustaban. Tenía una adicción a la lectura casi obsesiva, todo lo que llegaba a sus manos, o el procuraba, lo devoraba inmediatamente. Nunca quiso emigrar, como muchos de sus colegas lo hicieran en épocas del gobierno dictatorial. 

## Grabaciones en las que participó
- 1970 - "Nebulosa"/"Reflexión" - Genesis (SONDOR 50145)[4]
- 1971 - "Sol de la mañana"/"En esta tarde perdida" - Toni Henderson (SONDOR 50148)[24]
- 1971 - "Los pesos"/"La búsqueda" - Genesis (SONDOR 50166)[7]
- 1972 - "Un tal Leo Antúnez" - Leo Antúnez (MACONDO GAM 557)[25]
- 1972 - "Genesis" - Genesis (SONDOR 33124)[8]
- 1972 - "Moonlights" - Moonlights (DE LA PLANTA KL 8329)[26]
- 1973 - "Sonidos del año que viene Vol.2" - Varios Artistas - Tracks A3 y B4 (DE LA PLANTA KL - 8331)[27]
- 1974 - "El Púa" / "Pasa el tiempo" / "No quiero irme" - Conjunto 03 (ORFEO 90062)[28]
- 1974 - "Tengo mucho miedo" / "Vuelve niña" - Conjunto 03 (RCA Vik – 31UZ - 007)[12]
- 1980 - "De puerta en puerta" - Washington Carrasco - Cristina Fernández (RCA Victor LPUS 332)[29]
- 1980 - "Cuando me pongo a cantar" - Larbanois & Carrero (SONDOR LP 144147)[30]
- 1980 - "La Tocata" - La Tocata (SONDOR 44153)[31]
- 1981 - "Cantacaminos" - Pablo Estramín & Juan José De Mello (SONDOR 44180)[32]
- 1981 - "Barrio adentro" - Omar Romano (SONDOR 44193)[33]
- 1981 - "Milonga" - Gastón Ciarlo "Dino" (SONDOR 144150)[34]
- 1981 - "Milonga descalza" - Hugo Trova (SONDOR 44186)[35]
- 1981 - "Intimando" - Pareceres (ORFEO SULP 90462)[15]
- 1981 - "Pareceres" - Pareceres (ORFEO SULP 90665)[16]
- 1982 - "Candombeada" - Yamandú Pérez (SONDOR 144200)[22]
- 1982 - "Canciones del asfalto" - Varios Artistas (SONDOR 144234) Track A3[36]
- 1982 - "Trovas de amor" - Varios Artistas (SONDOR Vinilo 144247 Serie "E) - Track A1[37]
- 1982 - "Pa' Chimasa & los tocadores - Mario "Chichito" Cabral (MICSA - prk1098)[38]
- 1982 - "Destino" - Tabaré Arapí (SONDOR 44205)[39]
- 1982 - "Interpretaciones" - Pareceres (ORFEO SULP 90685)[17]
- 1982 - "En Recital" - Vera Sienra, Larbanois & Carrero (SONDOR LP 144.233)[40]
- 1983 - "Tanta vida en cuatro versos" - Larbanois & Carrero (SONDOR LP 44331)[41]
- 1983 - "Yo sé un camino hacia el sol" - Pareceres (EMI 6547)[42]
- 1983 - "Los Tanos" - Gastón Ciarlo "Dino" (SONDOR LP 144241)[43]
- 1983 - "Cuando suenen las guitarras" - Hugo Trova (SONDOR 84248)[44]
- 1983 - "Pablo Estramín" - Pablo Estramín (SONDOR 44231)[45]
- 1984 - "La Tambora" - Jorginho Gularte (SONDOR 44341)[46]
- 1984 - "Sueltpájaros" - Los Zucará (SONDOR 44.364)[47]
- 1984 - "Sin un vintén" - Pareceres (ORFEO SULP 90724)[48]
- 1984 - "Si este no es el pueblo" - Los Olimareños (CEIBO CSLP 75506)[49]
- 1984 - "Pero andando vamos" - Larbanois & Carrero (CEIBO CSLP 75508)[50]
- 1984 - "Vientos de Pueblo" - Solipalma (ORFEO SULP 90744)[51]
- 1985 - "Siempre el Sur" - Manuel Capella (SONDOR - LP 44.386)[52]
- 1986 - "Portuñol! (Raul Ellwanger No Uruguai)" - Raul Ellwanger (Independiente) - Track B3[53]
- 1987 - Intentando la aurora entre la niebla" - Solipalma (Orfeo SCO 90854)[54]
- 1988 - "De agua fresca" - Solipalma (CANTO LIBRE)[55]
- 1989 - "Antología '89" - Gastón Ciarlo "Dino" (SONDOR 84475)[56]
- 1993 - "Candombe" - Varios Artistas (CD SONDOR - 4812-2) Track 14 (Pareceres)[57]
- 1999 - "Azulema" - Jesús Figueroa (SONDOR 8122.2)[58]
- 2004 - "De las cuevas al Solís" - Varios Artistas (PERRO ANDALUZ) Track 8[59]
- 2004 - Trozos de luna" - Pablo Estramín (Montevideo Music Group - RL 3117-2)[60]